# Grammis 2024
Der schwedische Musikpreis Grammis 2024 wurde am 8. Mai 2024 im Annexet in Stockholm verliehen. Es handelte sich um die 41. Verleihung des  wichtigsten schwedischen Musikpreises. Insgesamt wurde der Preis in 21 Kategorien verliehen. Die Moderation übernahmen  Jesper Rönndahl und Marie Agerhäll. 

## Gewinner und Nominierte
Die Gewinner sind fett markiert und vorangestellt. Die Nominierungen wurden am 5. März verkündet.
| Album des Jahres | Alternative-Pop-Album des Jahres |
| --- | --- |
| - Dina Ögon – Oas - Darin – En annan jag - Fricky – Horizon Inn - Jelassi – Dom har bara gett mig ett namn - Thomas Stenström – Superlativ 97 | - Dina Ögon – Oas - Deportees – People Are a Foreign Country (Deluxe) - Fever Ray – Radical Romantics - Sarah Klang – Mercedes - Yaeger – Jaguar |
| Künstler des Jahres | Album des Jahres (Kindermusik) |
| - Thomas Stenström - Bolaget - Hooja - Loreen - Zara Larsson | - Svenska artister – Hyss är bra – Emil i Lönneberga (Svenska artister tolkar Georg Riedel och Astrid Lindgren) - Britta Persson – Alla är barn - Humlan Djojj – Djojj räddar blomsterängen (Låtar från musikalen) - Klonk & Tut, Babblarna – Klonk & Tuts sånger - Viktor Skokic & Anders Holmer – Allt eller inget händer |
| Tanzmusik des Jahres | Elektro/Tanzmusik-Album des Jahres |
| - Casanovas – Så kommer känslorna tillbaka - Allstars – Old, New, Borrowed & Blue - Arvingarna – Hundra dagar - Streaplers – En bra plats i livet - Titanix – Om du lovar | - Cobrah – Succubus - Bella Boo – DreamySpaceyBlue - Icona Pop – Club Romantech - Stuzzi – Le Fruit Disco II - Swedish House Mafia – (Gesamte Jahresproduktion) |
| Folk-/Volksmusik-Album des Jahres | Hip-Hop-Album des Jahres |
| - Lisas – Etiam - Eric Bibb – Ridin’ - Lena Jonsson Trio – Elements - Rubinsztein/Karlsson – Värmland - Samantha Ohlanders & Linnea Aall Campbell – Klingande festsalar | - C. Gambino – (Gesamte Jahresproduktion) - Adaam – Trapen till radion - Asme – Spår av blod - Fricky – Horizon Inn - Jelassi – Dom har bara gett mig ett namn |
| Hardrock-/Metal-Album des Jahres | Jazzalbum des Jahres |
| - In Flames – Foregone - Eradikated – Descendants - Ghost – Phantomime - Marduk – Memento Mori - Tribulation – Hamartia – EP | - Bobo Stenson Trio – Sphere - Ebba Åsman – Be Free - KJELLVANDERTONBRUKET – Fossils - Sven Wunder – Late Again - Tonbruket – Light Wood, Dark Strings |
| Klassikalbum des Jahres | Komponist des Jahres |
| - The Zilliacus Quartet – The Zilliacus Quartet: Grieg, Maier, Röntgen – String Quartets - Christian Karlsen, BBC Philharmonic Orchestra, Jacob Kellermann, Juliana Koch, Viviane Hagner – Takemitsu: Spectral Canticle - Gävle symfoniorkester, Jaime Martin – Melcher Melchers: Symphony in D minor; La Kermesse; Élégie - Martin Fröst, Svenska Kammarorkestern – Mozart: Ecstasy & Abyss - Norrköpings symfoniorkester, Antoni Wit – Penderecki: Symphony No. 6 ”Chinesische Lieder”, Trumpet Concertino & Concerto doppio | - Ludwig Göransson – Oppenheimer - Anna Ahnlund & Daniel Ögren – Oas - Hanna Jäger & Sebastian Furrer – Jaguar - Kerstin Ljungström & Fanny Hultman – Till dig & Shy Martin – Late Night Thoughts - Marcus White & waterbaby – Foam                                                                                         |
| Lied des Jahres | Musikvideo des Jahres |
| - Ikväll igen – Bolaget - Andas in andas ut – Thomas Stenström - Can’t Tame Her – Zara Larsson - Grät – Hov1 - Tattoo – Loreen | - Erik Kockum – The Hives – Countdown to Shutdown - Bruto Studio – Familjen – Vägrar gå hem - Joanna Nordahl – Ashnikko – Cheerleader - Martin Falck – Fever Ray – Kandy - Palmer Lydebrant – Moonica Mac – 80’s |
| Newcomer des Jahres | Popalbum des Jahres |
| - Eah Jé – En liten låtidé - Boko Yout – As Seen on TV - Bolaget – (Gesamte Jahresproduktion) - Jackie Mere – Everything’s Conditional - waterbaby – Foam | - Thomas Stenström – Superlativ 97 - Bolaget – (Gesamte Jahresproduktion) - Kerstin Ljungström – Till dig - Peg Parnevik – Om ett par år - Zara Larsson – (Gesamte Jahresproduktion) |
| Musikproduzent des Jahres | Rockalbum des Jahres |
| - Oscar Chase - Fricky & the Desktoppers - Karin Dreijer, Olof Dreijer, Trent Reznor, Atticus Ross, Nídia, Vessel, Aasthma & Johannes Berglund - Kerstin Ljungström - Nisj | - Lars Winnerbäck – Neutronstjärnan - bob hund – Drömmen är en råvara / Verkligheten är en raffinerad produkt - Graveyard – 6 - Nicole Sabouné – Kismet - The Hives – The Death of Randy Fitzsimmons |
| Soul-/R&B-Album des Jahres | Songwriter des Jahres |
| - Seinabo Sey – The One After Me - Bishat – Who Hurt You? (Extended Version) - Snoh Aalegra – (Gesamte Jahresproduktion) - Venus Anon – Nocturnal - Zikai – Don’t Look at the Moon (Deluxe) | - Karin Dreijer – Radical Romantics - Anna Ahnlund – Oas - Fatima Jelassi – Dom har bara gett mig ett namn - Thomas Stenström – Superlativ 97 - Ulises Infante Azocar – Över Broarna |
| Singer-Songwriter-Album des Jahres | Ehrenpreis |
| - Ellen Krauss – (Gesamte Jahresproduktion) - Ane Brun – Rarities 2 - David Ritschard – Detta har hänt - Markus Krunegård – Nokia & Ericsson - The Tallest Man on Earth – Henry St. | - Orup |
| Sonderpreis | |
| Jan Gradvall | |